# 布拉德鎮區 (阿肯色州普雷里縣)
布拉德鎮區（英語：Bullard Township）是位於美國阿肯色州普雷里縣的一個行政鎮區。

## 地方資料
布拉德鎮區的面積為94.63平方千米，當中陸地面積為90.73平方千米，而水域面積為3.90平方千米。根據2010年美國人口普查的數據，當地共有人口172人，而人口密度為每平方千米1.82人。